# Ernst Fuchs
Ernst Fuchs (Kritzendorf (Baja Austria), 14 de junio de 1851- Viena, 21 de noviembre de 1930) fue un oftalmólogo austriaco que desarrolló la mayor parte de su vida profesional en Viena, donde fue profesor universitario entre 1885 y 1915. Escribió un tratado de oftalmología titulado Lehrbuch der Augenheilkunde cuya primera edición data de 1889. Este libro fue el texto de referencia de la especialidad durante más de 50 años y se tradujo a numerosos idiomas. La primera edición en español data de 1893 y lleva por título Tratado de las enfermedades de los ojos.
Describió por primera vez diferentes enfermedades y contribuyó considerablemente a mejorar los conocimientos médicos. Varias alteraciones visuales llevan su nombre, como la distrofia endotelial de Fuchs, la mancha de Fuchs, el creciente miópico o coloboma de Fuchs y la ciclitis heterocrómica de Fuchs. 
Durante su vida, Viena se convirtió en uno de los principales centros mundiales en el campo de la oftalmología. En su clínica recibía pacientes procedentes de todo el mundo. Se refiere la anécdota de que el Sha de Persia Naser al-Din, le recomendó a una de sus esposas que fuera a visitarlo para que la tratara de una importante deficiencia visual. Fuchs la diagnóstico de glaucoma, pero le resultó imposible devolverle la visión, sin embargo examinó a una de las sirvientas de su séquito y pudo intervenirla con éxito de catarata. El Shah nunca comprendió que un médico tan prestigioso no pudiera hacer nada por su esposa y sin embargo si lo hiciera por una humilde criada.